# 黄腰太阳鸟
黄腰太阳鸟（学名：Aethopyga siparaja）为太阳鸟科太阳鸟属的鸟类。分布于印度、孟加拉至中南半岛、菲律宾、印度尼西亚以及中国大陆的云南、广西、广东等地，多生活于海拔约1800米以下的常绿阔叶林、竹林或村边开阔的小树林中。该物种的模式产地在印度尼西亚的苏门答腊。

## 亚种
- 黄腰太阳鸟广东亚种（学名：Aethopyga siparaja owstoni），是中国的特有物种。分布于广东等地。该物种的模式产地在广东硇州岛。[3]
- 黄腰太阳鸟滇东亚种（学名：Aethopyga siparaja tonkinensis）。分布于越南以及中国大陆的云南、广西等地。该物种的模式产地在越南北部Yen-bai。[4]
- 黄腰太阳鸟云南亚种（学名：Aethopyga siparaja viridicauda），是中国的特有物种。分布于云南等地。该物种的模式产地在云南腾冲。[5]